# Télé 15 jours
Télé 15 jours est un magazine de programmes de télévision qui paraît toutes les deux semaines en France.

## Historique
Télé 15 jours est un magazine quinzomadaire français appartenant à la catégorie de la presse de télévision. Il fait partie de la catégorie des « quinzomadaires ».
Il a été créé par Frédéric Truskolaski en 2019.
En 2025, Frédéric Truskolaski fait condamner Prisma Media pour parasitisme, après la publication d'un magazine très semblable à son titre Télé 15 jours,.

## Contenu éditorial
Le magazine comprend les programmes des chaînes de la TNT française, de Canal+ ainsi que des chaînes thématiques distribuées par les opérateurs internet.
On[Qui ?] y trouve aussi une vue d’ensemble des émissions à venir, des jeux, des recettes culinaires et l’horoscope de la quinzaine.

## Tirage et diffusion
| Période | Diffusion France Payée | Diffusion Totale |
| ------- | ---------------------- | ---------------- |
| 2024    | 194 087                | 194 087          |
| 2023    | 149 295                | 149 295          |
| 2022    | 128 614                | 128 614          |
| 2021    | 113 124                | 113 124          |